# 杉並区立杉並第七小学校
杉並区立杉並第七小学校（すぎなみくりつ すぎなみだいしちしょうがっこう）は、東京都杉並区阿佐谷南三丁目19-2にある公立小学校。

## 概要
中央線阿佐ケ谷駅の南側（徒歩6分）、丸ノ内線南阿佐ケ谷駅の北側（徒歩5分）に位置する。学校のすぐそばに青梅街道が走っており、交通量が多いところである。その青梅街道を挟んでJAが存在する。
本校の卒業生は、杉並区立阿佐ヶ谷中学校に進学する。

## 沿革
- 1928年8月27日 - 現校地（豊多摩郡杉並町阿佐ヶ谷613番地）に設置認可された。
- 1929年4月1日 - 東京都豊多摩郡杉並第七尋常小学校として開校する。
- 1932年10月1日 - 東京府東京市杉並第七尋常小学校と校名を変更した。
- 1941年4月1日 - 東京府東京市杉並第七国民学校と校名が変更された。
- 1943年 - 3年生以上の児童362名が長野県西内村鹿教湯に学童疎開した。
- 1944年 - 1・2年生も長野県西内村鹿教湯に学童疎開した。
- 1947年4月1日 - 東京都杉並区立杉並第七小学校と校名が変更された。
- 1955年3月8日 - 新校歌が制定された。
- 1964年3月5日 - 体育館が完成した。
- 1964年3月20日 - プールが完成した（25m×10m）。
- 1966年 - 木造校舎から鉄筋校舎へ建て替えされた。
- 1994年3月5日 - コンピュータルームが設置された。
- 1998年4月3日 - 情緒障害学級が設置された。